# Carl Schultze (peintre)
Pour les articles homonymes, voir Schultze.
Carl Schultze (né le 17 août 1856 à Düsseldorf, mort en 1935) est un peintre allemand.

## Biographie

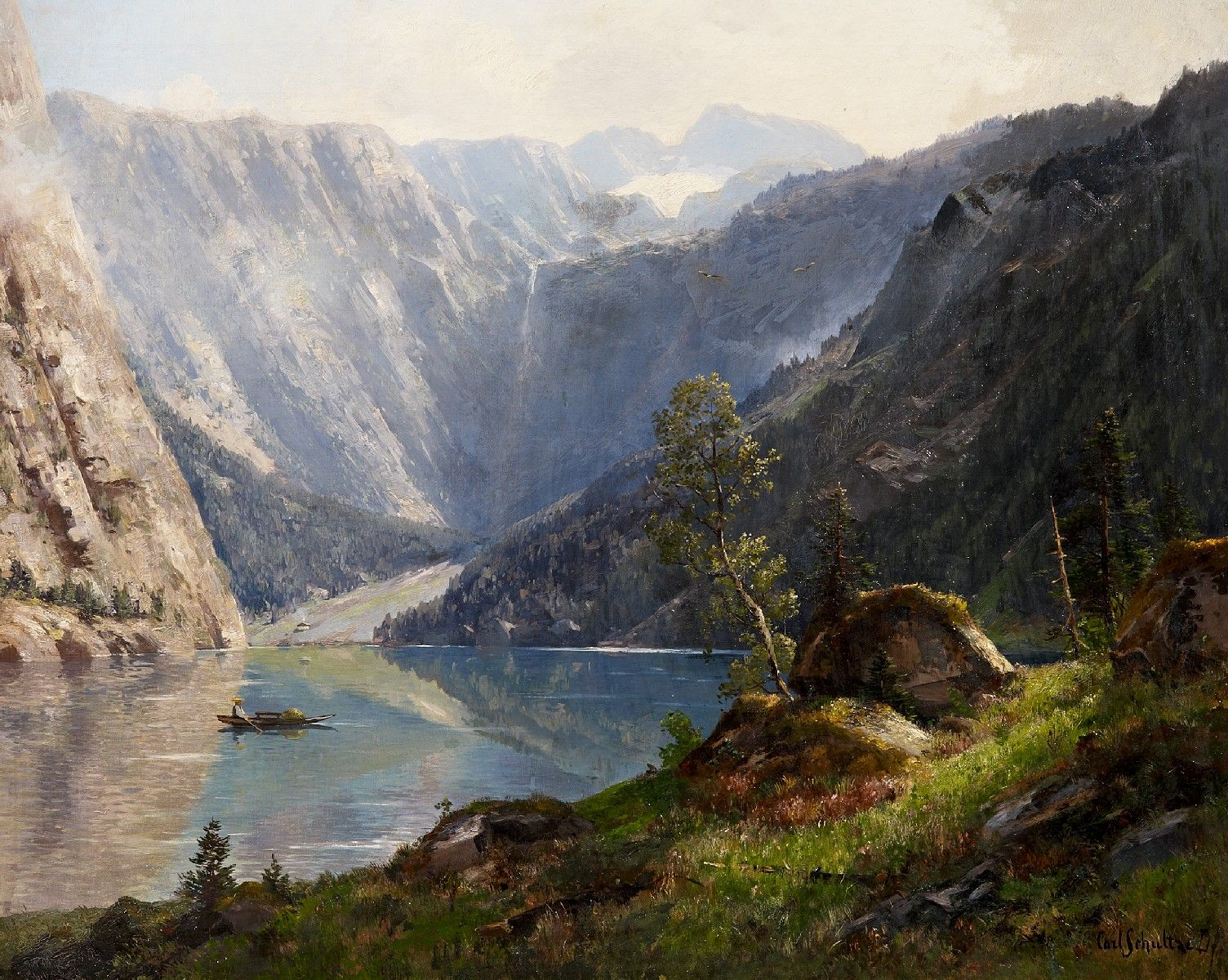
Le Königssee, XIXe siècle.

Carl Schultze est le fils du peintre Robert Schultze (de). Après des études à l'École supérieure des beaux-arts de Dresde, il s'installe à Düsseldorf et travaille dans l'atelier de Johann Wilhelm Schirmer. Carl Schultze étudie en 1871 et 1872 dans la classe élémentaire de l'Académie des beaux-arts de Düsseldorf auprès de Heinrich Lauenstein et Andreas Müller. À la suite de l'incendie de l'académie en 1872, il termine ses études puis poursuit sa formation autodidacte pendant trois ans par des études de nature dans la Basse-Rhénanie. Il est ensuite l'élève de Georg Oeder. Ensemble, ils créent la décoration de la forêt en hiver pour le tableau vivant Der Abschied en décembre 1895 pour l'association d'artistes de Düsseldorf Malkasten. En 1881, il part en voyage d'étude à Paris. D'autres suivent dans l'Eifel et les Ardennes, la Hollande, l'Autriche, la Suisse et l'Italie.